# Andrés Ramírez (pintor)
Andrés Ramírez fue un pintor y miniaturista español del siglo XVI. ´

## Biografía y obra
Fue hijo del pintor Juan Ramírez, que estuvo en Alcalá la Real, provincia de Jaén, donde se casó con Beatriz Mendes. Posiblemente, Andrés Ramírez fue un hijo esta esposa.
Juan pasó dos temporadas en Granada, desde 1520 a 1532 y de 1542 a 1554, y está considerado uno de los mejores pintores de la Granada de su tiempo.
Juan y su hijo Andrés trabajaron para la catedral de Jaén entre 1523 y 1532.
Juan se instaló con su hijo en Sevilla en 1532. Ese mismo año Juan ilustró seis letras para los libros de canto de órgano de la catedral de Sevilla.
En Sevilla, Juan se casó con Ana de Espinosa, una hija del pintor Antón Sánchez de Guadalupe, entrando en el círculo de pintores de la ciudad.
Andrés Ramírez se relacionó de forma habitual con los artistas Arnao de Vergara, Hernando de Esturmio, Roque Balduque, Pedro de Villegas Marmolejo y Luis de Vargas.
En 1532 Andrés Ramírez fue contratado, junto con Arnao de Vergara, para realizar ilustraciones para el monasterio de Santa María de las Cuevas, de los cartujos. Posiblemente, fue entonces cuando realizó las ilustraciones de la obra Evangeliario y Colectario Cartujano, finalizadas en 1535. Este libro encuentra actualmente en la Biblioteca Capitular Colombina de la catedral de Sevilla.
Desde 1535 Andrés aparece cobrando de la catedral de Sevilla por tareas de ilustración. Otros pagos registrados a este autor por parte de la catedral son de 1537, 1543, 1555, 1558, 1559 y 1565. Este último año, estaba ilustrando el libro de coro Común de los apóstoles de la catedral.
También realizó las ilustraciones de dos libros de coro expoliados de la iglesia del Salvador de Sevilla, el Oficio del Divino Salvador y el I, que no han podido ser fechados.
En 1536 consta que tuvo un aprendiz llamado Juan, hijo de Juan Sánchez, por lo cual ya era maestro pintor. Desde 1537 hasta, al menos, 1557, vivió en la collación de San Miguel.
En 1537 Juan Ramírez, su hijo Andrés Ramírez, Antón Pérez, Cristóbal de Cárdenas, Alejo Fernández, Juan de Mayorga y Hernando de Esturmio pintaron un retablo ya desaparecido para la iglesia de Santiago de Jerez de la Frontera. En 1550 Hernando de Esturmio y Andrés Ramírez policromaron el retablo del hospital de Nuestra Señora de los Remedios de Jerez de la Frontera.
En 1551 Roque Balduque y Andrés Ramírez realizaron la talla, pintura y dorado de un retablo para Chiclana de la Frontera. De este retablo se conserva un relieve del Descendimiento en la iglesia de San Juan Bautista de este municipio.
En 1555 Andrés Ramírez se encargó de dorar un tabernáculo para una imagen de la Virgen de la iglesia de San Vicente de Sevilla.
En 1557 doró y estofó un sagrario de la iglesia de San Juan de Marchena.
En 1557 se encargó la pintura y el dorado del retablo mayor de la iglesia de Santa Ana de Sevilla a Pedro de Campaña, Antón Pérez, Andrés Ramírez, Andrés Morín, Antón Sánchez de Guadalupe, Pedro Ximénez y Luis Hernández. En 1564 consta que la obra no estaba terminada y que los artistas, con excepción de un artista que había muerto y de Pedro, que ya había regresado a Bruselas, se comprometían a finalizarla el año siguiente. El retablo contiene escenas de la vida de santa Ana, san Joaquín y de la Virgen María hasta el Nacimiento de Cristo.
Pedro de Villegas Marmolejo, en 1563, mandó a sus herederos que entregasen a Andrés Ramírez, para su ejecución, un Crucificado que formaba parte del Calvario tallado que remataría una viga de la iglesia de San Vicente y, además, un artesonado y una imagen de la Virgen que le había dado Juan Bautista Vázquez el Viejo para que los dorase y estofase.
Entre 1563 y 1567 Andrés trabajó con Luis de Vargas en el dorado y estofado de un retablo para la iglesia de San Andrés de Marchena. En 1564 Andrés Ramírez y Luis de Vargas se comprometieron a dorar, pintar y estofar un retablo que tenía Leonor de Saavedra, vecina de la collación de San Lorenzo.
En 1569 Andrés Ramírez se encontraba dorando y estofando las imágenes del retablo mayor de la iglesia de Santa María de Carmona con Villegas y Antonio Rodríguez. Ese mismo año, también estaba trabajando en los lados del retablo de la iglesia de San Martín de Almonaster la Real, en colaboración con Juan de Zamora, en la custodia de la iglesia de El Pedroso, en el retablo, las andas y el San Juan de una cofradía de Arcos de la Frontera y, finalmente, en un retablo de la capilla que la mujer de Nuño Esquivel tenía en el convento de Madre de Dios de Sevilla.
Le han sido atribuidas las pinturas del retablo de Santa Ana de la iglesia de Santa María de la Asunción de Alcalá del Río.